# Tishréi
Tishréi (en hebreo: תִּשְׁרֵי; del idioma acadio tašrītu «comienzo», de šurrû «comenzar»), es el primer mes del calendario hebreo moderno, que comienza con la Creación del mundo, y el séptimo según el ordenamiento de los meses en la Biblia, que comienza por Nisán, en conmemoración de la salida de los hebreos de la esclavitud en Egipto.
El nombre otorgado al mes de Tishreri en la Biblia es simplemente «el séptimo mes» siguiendo la numeración ordinal al igual que el resto de los meses del año hebreo en la Torá. Es nombrado por primera vez en el primer libro de la Biblia: «Y reposó el arca en mes séptimo, a los diecisiete días del mes, sobre los montes de Ararat» (Génesis). En una ocasión, la Biblia se refiere a él también como «la luna de Eitanim» (ירח האיתנים, yéraj haEitanim, literalmente "el mes poderoso"): «Y se reunieron con el rey Salomón todos los varones de Israel en el mes de Eitanim, que es el mes séptimo, en el día de la fiesta solemne» (1Reyes 8:2), nombre derivado según se cree del idioma fenicio, ya que solo es mencionado en el contexto de las relaciones comerciales entre Salomón rey de Israel, y Hiram rey de Fenicia.  Se cree que fue el nombre utilizado por los antiguos habitantes de Canaán, que llamaban a sus meses con terminología relacionada con la agricultura y el tiempo atmosférico.

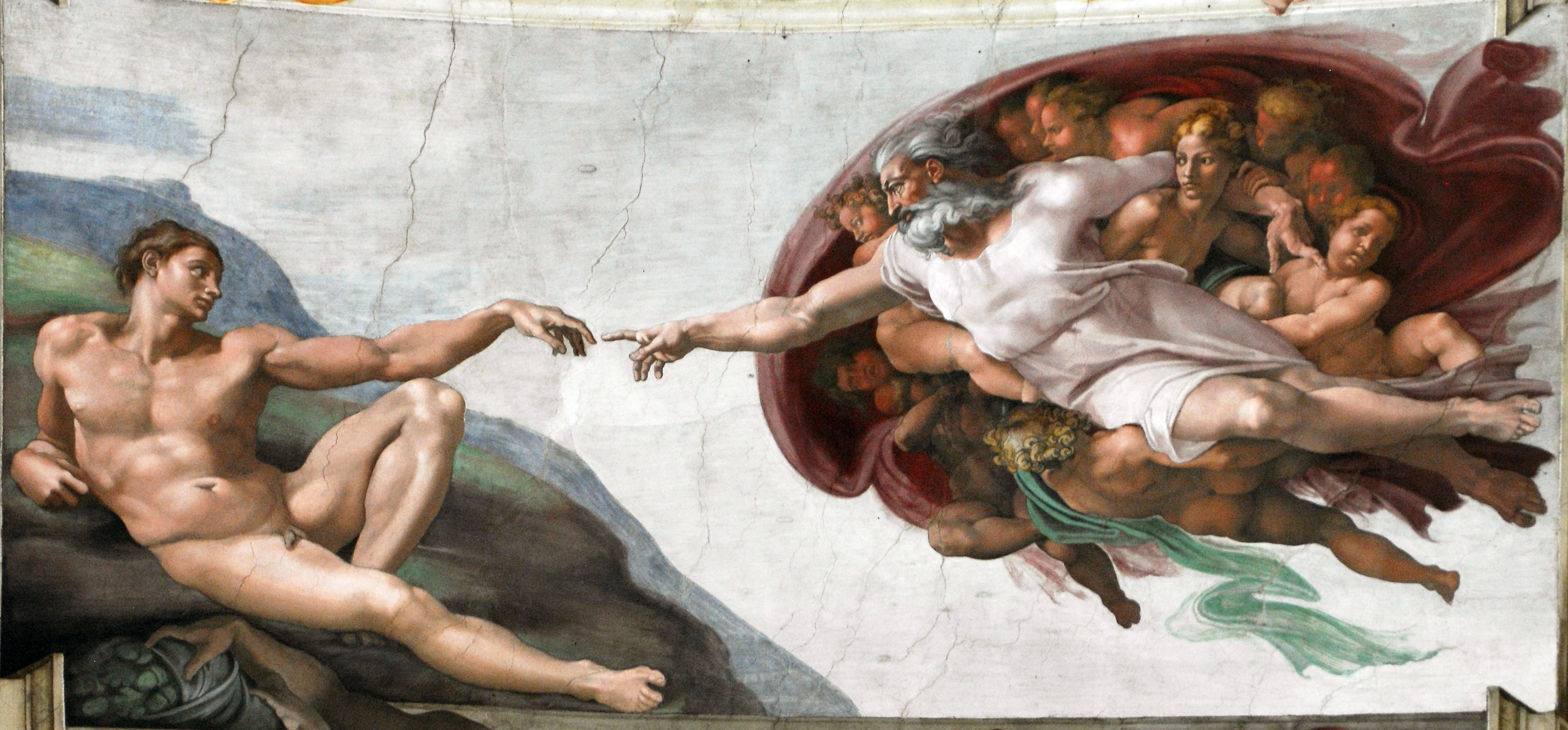
La Creación del mundo (Miguel Ángel Buonarroti, Capilla Sixtina, Ciudad del Vaticano).

Su nombre actual, Tishréi, tiene sus orígenes en los nombres de los meses de la antigua Babilonia, provenientes del acadio. Estos nombres fueron adoptados por los judíos desterrados de Babilonia entre 586 a. C. y 536 a. C., luego de  ser exiliados por el rey Nabucodonosor II. 
El nombre Tishréi no figura en la Biblia —sólo siete de los doce meses aparecen en ella con sus nombres babilónicos: Nisán, Siván, Elul, Kislev, Tevet, Shevat y Adar— Tishréi sólo lo hará por primera vez con este nombre, en el Talmud.
Tishréi cuenta siempre con 30 días, y podrá comenzar solo en lunes, martes, jueves o sábado de la semana. Es el primer mes del otoño (boreal), cercano al equinoccio otoñal del 21 de septiembre, en que el día y la noche tienen la misma duración, siendo paralelo a los meses gregorianos de septiembre y octubre, según el año. 
Su signo del Zodíaco es Libra debido a que es un mes de balance personal acogiendo las celebraciones más solemnes de entre las festividades del año judío (Rosh Hashaná, Yom Kipur y los días que corren entre ambas, llamados «los diez días de penitencia») en las cuales, y según la antigua tradición; sopesa Dios en su balanza, virtudes y pecados de los mortales, para así inscribirlos o no en el "Libro de la Vida".

## Período
Durante los años 5761–5860 del calendario hebreo, Tishréi ocurre entre los siguientes períodos del calendario gregoriano:
| Duración de los años | Comienzo de Tishrei              | Fin de Tishrei               |
| -------------------- | -------------------------------- | ---------------------------- |
| 353 días             | 16 de septiembre–4 de octubre    | 16 de octubre–3 de noviembre |
| 354 días             | 15 de septiembre–4 de octubre    | 15 de octubre–3 de noviembre |
| 355 días             | 16 de septiembre–3 de octubre    | 16 de octubre–2 de noviembre |
| 383 días             | 5 de septiembre–15 de septiembre | 5 de octubre–15 de octubre   |
| 384 días             | 6 de septiembre–14 de septiembre | 6 de octubre–14 de octubre   |
| 385 días             | 4 de septiembre–14 de septiembre | 4 de octubre–14 de octubre   |

## Festividades judías en Tishréi
- Rosh Hashaná, «Año Nuevo» - 1 y 2 de Tishréi: «En el mes séptimo, al primero del mes tendréis sábado, una conmemoración al son de trompetas, y una santa convocación» (Levítico),[6]
- Ayuno de Guedaliá, Tsom Guedaliá - 3 de Tishréi (Si cae sábado, se posterga al día 4); llamado "el ayuno del séptimo mes" (Zacarias 8:19), e instituido al regreso del exilio de Babilonia para conmemorar el asesinato del gobernador de Judea, Guedaliá hijo de Ajicam, a manos de un sicario judío, Ismael hijo de Netaniá.[6]
- Yom Kipur, "Día del Perdón" - 10 de Tishréi: "A los diez días de este mes séptimo será el día de expiación; tendréis santa convocación, y afligiréis vuestras almas, y ofreceréis ofrenda encendida al Eterno" (Levítico); también en Números.[6]
- Sucot, "Fiesta de las Cabañas" o "Tabernáculos" - del 15 al 22 de Tishréi (Fuera de Israel, en la diáspora judía, se festeja hasta el 23 del mes): "A los quince días de este mes séptimo será la fiesta solemne de los tabernáculos a Yahveh "יהוה" por siete días" (Levítico).[6]